# Au pays des colosses et des pygmées
Pour plus de détails, voir Fiche technique et Distribution.
Au pays des colosses et des pygmées (Nel paese dei colossi e dei pigmei) est un film documentaire colorié au pochoir attribuée à Aurelio Rossi en 1925. Il retrace un voyage au Congo colonial dans les années 1920.

## Fiche technique
- Titre : Au pays des colosses et des pygmée
- Titre original : Nel paese dei colossi e dei pigmei
- Réalisation : Aurelio Rossi
- Musique : Eric Le Guen
- Pays :  Royaume d'Italie
- Genre : Documentaire
- Durée : 13 minutes
- Dates de sortie : 
  -  Royaume d'Italie : 1924